# Csehlaka
Csehlaka (horvátul: Čehovec) falu Horvátországban, Muraköz megyében.  Közigazgatásilag Perlakhoz tartozik.

## Fekvése
Csáktornyától 14 km-re keletre, Perlaktól 3 km-re északra fekszik.

## Története
A települést 1255-ben egy nemes nevében említik először +Chenesa" alakban. Nevét egykori cseh lakosságáról kapta, a középkorban ugyanis Csehországból kézműveseket telepítettek ide. 1478-ban "Eschehowecz" alakban a csáktornyai uradalom falvai között említik. 1477-ben Hunyadi Mátyás Ernuszt János budai nagykereskedőnek és bankárnak adományozta, aki megkapta a horvát báni címet is. 1540-ben a csáktornyai Ernusztok kihalása után az uradalom rövid ideig a Keglevich családé, majd 1546-ban I. Ferdinánd király adományából a Zrínyieké lett. 
Miután Zrínyi Pétert 1671-ben felségárulás vádjával halálra ítélték és kivégezték minden birtokát elkobozták, így a birtok a kincstáré lett. 1715-ben III. Károly a Muraközzel együtt gróf Csikulin Jánosnak adta zálogba, de a király 1719-ben szolgálatai jutalmául elajándékozta Althan Mihály János cseh nemesnek. 1771-ben 324 lakosa volt. 1790-ben Csehlakát a perlaki plébániától a tüskeszentgyörgyi plébániához  csatolták. Ekkor építették első kápolnáját is. 1791-ben az uradalommal együtt gróf Festetics György vásárolta meg és ezután 132 évig a tolnai Festeticsek birtoka volt. 1822-ben az egyházi vizitáció megemlíti, hogy kápolnája még nincs teljesen befejezve.
Vályi András szerint " CSEHOVECZ. Horvát falu Szala Vármegyében, földes Ura Gróf Álthán Uraság, lakosai katolikusok, fekszik Szent Györgytöl nem meszsze, ’s ennek filiája, határja kivált termékeny, ’s a’ természettöl nevezetes tulajdonságokkal megáldatván, első Osztálybéli."
1910-ben 839, túlnyomórészt horvát lakosa volt. A trianoni békeszerződésig Zala vármegye Perlaki járásához tartozott. 1918-ban a Szerb–Horvát–Szlovén Királysághoz, majd  Jugoszláviához tartozott. 1941 és 1945 között visszakerült Magyarországhoz. 1990-ben a független Horvátország része lett.. 2001-ben lakosainak száma 725 volt.

## Nevezetességei
Szent Rókus tiszteletére szentelt kápolnája 1822-ben épült. Az egyházi vizitáció 1841-ben megemlíti, hogy egyetlen oltára Szent Rókusnak van szentelve. 1845-1846-ban megújították.

## Külső hivatkozások
- Perlak város hivatalos oldala
- Csehlaka Kotor község honlapján
- Csehlaka rövid története